# Vía Colectora Durán-T de Milagro
La Vía Colectora Durán-T de Milagro (E49) es una carretera secundaria de la red vial ecuatoriana ubicada íntegramente en la provincia del Guayas, cuya prefectura también la denomina Vía Provincial 3.
Esta colectora de sentido norte-sur conecta a la Troncal de la Costa (E25) en Yaguachi con el Enlace al Puente Alterno Norte (Guayas-007) y con la Transversal Austral (E40) en Durán, reduciendo así la distancia a Guayaquil desde Jujan y la provincia de Los Ríos. Tras el intercambio con la E40, la E49 se extiende hacia el sur para confluir con la Vía Colectora Durán-km 27 (E49A), donde finaliza su recorrido.
La E49 está concesionada a la empresa privada CONORTE S.A. Archivado el 7 de febrero de 2011 en Wayback Machine. en toda su extensión, por lo que es necesario el pago de peajes a lo largo de su recorrido.

## Localidades destacables
De norte a sur:
- Yaguachi, Guayas
- Eloy Alfaro (Durán), Guayas